# Le Mot pour rire
Le Mot pour rire (Strange Jest) est une nouvelle policière d'Agatha Christie mettant en scène Miss Marple.
Initialement publiée le 2 novembre 1941 dans la revue This Week aux États-Unis, cette nouvelle a été reprise en recueil en 1950 dans Three Blind Mice and Other Stories aux États-Unis. Elle a été publiée pour la première fois en France dans le recueil Marple, Poirot, Pyne... et les autres en 1986.

## Personnages
- Miss Marple ;
- Jane Helier[1], une jeune et populaire actrice, relation de Miss Marple ;
- Charmain Stroud, une régisseuse de théâtre ;
- Edward Rossiter, un militaire ;
- Mathew Stroud, le grand-oncle défunt des 2 précédents.

## Publications
Avant la publication dans un recueil, la nouvelle avait fait l'objet de publications dans des revues :
- le 2 novembre 1941, aux États-Unis, dans la revue This Week[2] ;
- en juillet 1944, au Royaume-Uni, sous le titre « A Case of Buried Treasure », dans le no 643 de la revue Strand Magazine[2] ;
- en septembre 1946, aux États-Unis, dans le no 34 (vol. 8) de la revue Ellery Queen’s Mystery Magazine[3] ;
- en décembre 1974, aux États-Unis, dans le no 373 (no 6, vol. 64) de la revue Ellery Queen’s Mystery Magazine[4].

La nouvelle a ensuite fait partie de nombreux recueils :
- en 1950, aux États-Unis, dans Three Blind Mice and Other Stories[2] (avec 8 autres nouvelles) ;
- en 1979, au Royaume-Uni, dans Miss Marple's Final Cases and Two Other Stories (avec 7 autres nouvelles) ;
- en 1986, en France, dans Marple, Poirot, Pyne... et les autres (avec 7 autres nouvelles) ;
- en 2001, en France, dans Miss Marple tire sa révérence (adaptation du recueil britannique de 1979).

## Adaptation
- 2004 : The Strange Will, épisode de la série animée japonaise Agatha Christie's Great Detectives Poirot and Marple[5].